# Насыров, Михаил Рафаилович
Михаил Рафаилович Насыров (род. 8 марта 1982, Андижан, Узбекская ССР, СССР) — российский боксёр, выступавший в тяжелой весовой категории до 90,7 кг. Начал заниматься боксом в возрасте 12 лет.
Чемпион СНГ и Славянских стран по боксу среди профессионалов в тяжёлом весе.

## Биография
Михаила Насырова с двух месяцев воспитывала бабушка, которая проживала в Челябинске. С 7 лет занимался в спортивных секциях дзюдо, борьбы, культуризма и мотокросса. Учился в средней школе № 39. С 9 лет подрабатывал грузчиком на заводе.
Первым тренером Михаила Насырова стал Сергей Новиков. Уже в конце первого года занятий Насыров выиграл первенство Челябинска среди юношей. Далее были победы на Всероссийских турнирах в городах Челябинской области и Уральского региона. В 1998 году занял первое место на первенстве области среди старших юношей. Следующей стала победа в первенстве Урала, которая и обеспечила Насырову путевку на первенство России, где он стал серебряным призёром.
По итогам 1998 года был награждён государственной стипендией и дипломом от губернатора Челябинской области за лучшие достижения в области бокса.
В 2000 году занял первое место на международном турнире памяти С. В. Хохрякова, где выполнил норматив мастера спорта России. В этом же году был призван в Спортивный клуб армии Челябинска, принимал участие в турнирах армейских боксеров в городах Балашиха, Норильск, Сатка, Серпухов, Липецк. В 2002 г. на Кубке России завоевал второе место в личном и командном зачете. 22 ноября 2002 года провел первый бой на ринге в качестве профессионального боксера.
Спустя несколько боев завоевал свой первый титул Чемпиона Урала и Сибири, а уже в 13-м бою стал обладателем пояса Чемпиона России.
22 июня 2006 года Насыров одолел опытного грузинского боксера Теймураза Кекелидзе в бою за титул Чемпиона СНГ и Славянских стран.
10 декабря 2006 года принял участие в турнире мирового уровня, где в 8-ми раундовом бою одержал победу над канадским боксером Дэвидом Уиттомом (Москва, Спорткомплекс Олимпийский).
23 декабря 2007 года в городе Гале (Германия) встретился в бою с экс чемпионом мира в супертяжелом весе британцем Херби Хайдом, в котором потерпел свое первое поражение в карьере. На кону стоял титул интерконтинентального чемпиона мира.
В любительском боксе на ринге провел 130 боев (в 115 из которых одержал победы), в профессиональном боксе провёл 22 боя, одержал 19 побед (из них 13 нокаутом), потерпел 3 поражения в значимых боях.
Профессиональную карьеру завершил в 2010 году, переехав в Волгоград.
В марте 2009 года снял короткометражный фильм про жизнь подростков «Не держу зла». Фильм посвящен Альберту Николаевичу Беляеву , заслуженному тренеру РСФСР, кавалеру Ордена II степени «За заслуги перед Отечеством».

## Общественная деятельность
Михаил Рафаилович Насыров - сподвижник благотворительных фондов и детских домов, входит в президиум Волгоградской региональной общественной организации руководителей «Совет директоров», член Правления Волгоградской региональной общественной организации «Волгоградское качество», член Общественной палаты Волгограда V, VI и VII созыва.
Основатель и руководитель охранного холдинга «Гросхолд»
С 2012 года председатель совета Волгоградского регионального отделения Комитета национальных и неолимпийских видов спорта России. С 2021 по 2024 год возглавлял совет Волгоградского регионального отделения Общероссийской общественной организации физкультурно-спортивного общества профсоюзов «РОССИЯ».
Автор, идейный вдохновитель и организатор спортивного движения «Страна Чемпионов».
Основные проекты движения «Страна Чемпионов»:
- Спортивные игры «Страна Чемпионов»
Михаил Насыров является соавтором и основным ведущим программы «Кузница Чемпионов» . Спецпроект создан совместно с волгоградским муниципальным телевидением. Все передачи можно посмотреть на youtube-канале «Страна Чемпионов».